# علی بیگ
علی بیگ یا علی بیک نام روستایی از توابع بخش انابد شهرستان بردسکن در استان خراسان رضوی است. این روستا در دهستان صحرا قرار دارد و براساس سرشماری سال ۱۳۸۵ جمعیت آن ۱۴۹ نفر (۳۷ خانوار) بوده است. از جاهای باستانی آن می‌توان به تپه چوپان اشاره نمود.